# Capayán (departement)
Capayán is een departement in de Argentijnse provincie Catamarca. Het departement (Spaans:  departamento) heeft een oppervlakte van 4.284 km² en telt 14.137 inwoners.

## Plaatsen in departement Capayán
| - Adolfo E. Carranza - Agua Blanca - Balde de la Punta - Capayán - Chañarito - Chumbicha - Colonia del Valle - Colonia Nueva Coneta - Concepción - Coneta - El Bañado - El Descanso | - El Médano - El Potrero - El Quemado - El Rosario - Huillapima - La Carreta - La Estrella - La Libertad - La Montoza - Las Breas - Las Palmas - Los Ángeles | - Los Cano - Los Divisaderos - Los Raigones - Miraflores - Nueva Coneta - Pozo Lindo - Pozo Tigre - Puesto Carrizo - Puesto Nuevo - Puestos Capayan - Puestos de Concepción - San Gabriel | - San Gerónimo - San Martín - San Pablo - San Pedro - Santa Ana - Sisi Huasi - Telaritos - Trampasacha - Vacas Muertas - Villa Capayán |